# Styrax pavonii
Styrax pavonii es una especie de planta perteneciente a la familia Styracaceae. Es endémica de Perú. Está tratada en peligro de extinción. 

## Distribución
Esta especie parece estar limitada al departamento de Cajamarca en la Cordillera de los Andes.

## Taxonomía
Styrax pavonii fue descrita por Alphonse Pyrame de Candolle y publicado en Prodromus Systematis Naturalis Regni Vegetabilis 8: 266, en el año 1844.
Etimología
Styrax: nombre genérico que deriva del nombre griego clásico utilizado por Teofrasto derivado de un nombre semítico para estas plantas productoras de resina de la que se recopila el estoraque.
pavonii: epíteto otorgado en honor del botánico español José Antonio Pavón y Jiménez.
Sinonimia
- Foveolaria cordata Ruiz & Pav.
- Foveolaria ovata Ruiz & Pav.
- Strigilia cordata DC.
- Strigilia ovata DC.
- Strigilia pavonii Miers
- Styrax andinus Steyerm.
- Styrax argyrophyllus Perkins
- Styrax cordatus (Ruiz & Pav.) A.DC.
- Styrax mathewsii Perkins
- Styrax ovatus (Ruiz & Pav.) A.DC.
- Styrax pseudargyrophyllus Sleumer
- Styrax vidalianus Sleumer
- Styrax weberbaueri Perkins
- Tremanthus cordata (Ruiz & Pav.) Pers.
- Tremanthus ovata Pers.[4]